# أسكارد

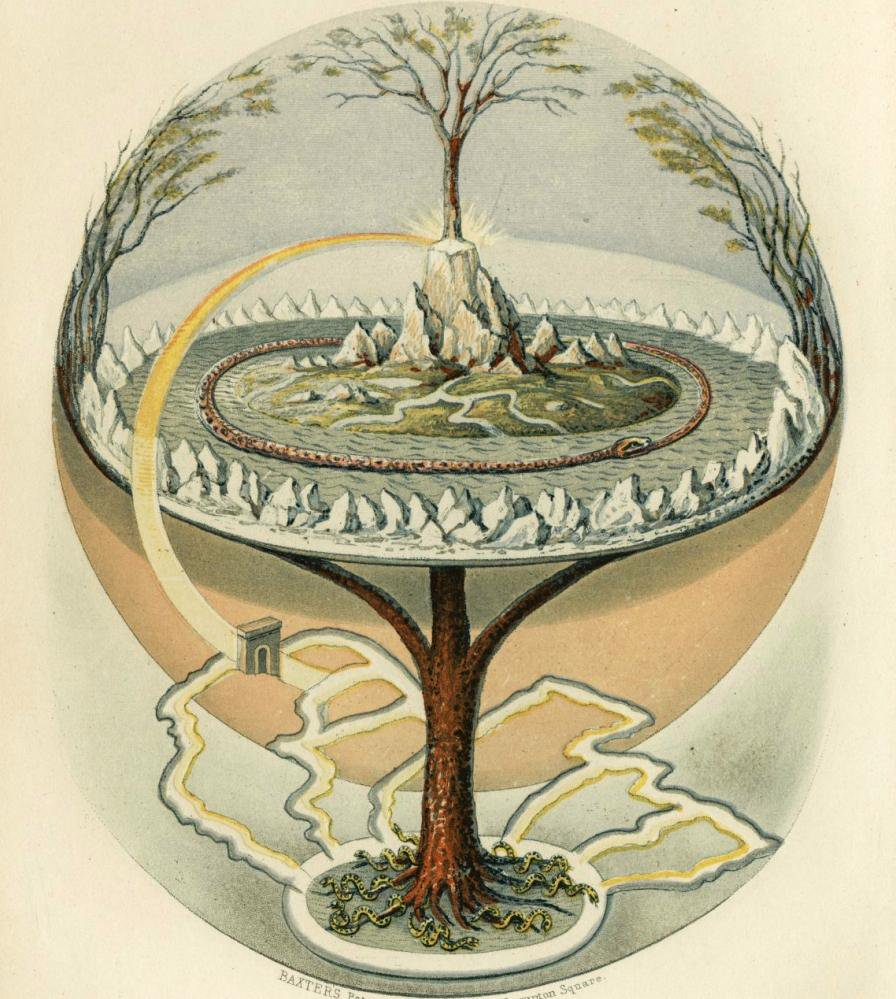
أسكارد

قوستد باللغة النوردية (Ásgarðr) هو العالم الذي عاشت فيه آلهة الآسر حسب الميثولوجيا النوردية، كان عالم الآسر يعد أفضل عالم ويقع على قمة الشجرة يكدراسيل.

## بناء أسكارد
تم بناء أسكارد بواسطة عملاق يدعى هيرمثرس، تخفى هيرمثرس على شكل رجل وادعى بأنه يستطيع بناء جدران عظيمة تفصل عالمهم عن بقية العوالم في شتاء واحد وطلب أجره بإعطائه فريا زوجة له وكذلك إعطائه كل من الشمس والقمر. تردد أودين ورفاقه في طلبه خوفا من أن يستطيع إنجاز ذلك ويأخذ فريا والشمس والقمر. قام لوكي بعدها بإقناع الآسر بأن هيرمثرس لايمكنه عمل ذلك خلال تلك الفترة فوافقوا.
كان هيرمثرس سريعا في البناء وساعده في ذلك حصان سحري سفادلفاري. انتهى هيرمثرس تقريبا من البناء قبل الفترة المحددة، فذهب أودين وبقية الآلهة مهددين لوكي بأنه سيكون السبب لخسارتهم لفريا والشمس والقمر، تنكر لوكي بعدها على شكل أنثى حصان وقام بإغواء سفادلفاري مما تسبب بهربه وعدم اكتمال بناء أسكارد في المدة المحددة مما جعل الآسر في حل من وعدهم.
غضب هيرمثرس وتوعد بهدم أسكارد وقتل الآلهة وخلال غضبه فَقَد تنكره وظهر على هيئته الحقيقية، فقام ثور بقتله بواسطة مطرقته العظيمة.

## وصف أسكارد
تم بناء 12 قصرا في أسكارد لآلهة الآسر، قصور كبيرة وعظيمة تحوي على مئات الغرف والقاعات الكبيرة محاطة بأسوار عالية، ولايمكن الدخول إليها إلا من مدخل واحد يسمى بجسر قوس قزح (Bifrost)، وماهو إلا عبارة عن قوس من النار لكي يمنع دخول العمالقة إليه وبالإضافة لوجود هيميدال لعملية الحراسة.
من أشهر القاعات في أسكارد قاعة فالهالا ويتم وضع الآلهة والمحاربين المقتولين في المعارك في هذه القاعة. مركز عالم أسكارد يعرف باسم إيدافول وبه قاعتين كبيرتين يجتمع فيه الآسر لمناقشة أوضاعهم، قاعة كلاندسهيم للآلهة وقاعة فينكولف للإلهات.